# Chlamydogobius eremius
Chlamydogobius eremius es una especie de peces de la familia de los Gobiidae en el orden de los Perciformes.

## Morfología
Los machos pueden llegar a alcanzar los 6 cm de longitud total.

## Alimentación
Come insectos, crustáceos, algas y detritus. 

## Hábitat
Es un pez de Agua dulce, de clima templado (10 °C-35 °C)

## Distribución geográfica
Se encuentra en Australia: Australia Meridional.

## Observaciones
Es inofensivo para los humanos. 